# Acer martinii
Acer martinii là một loài thực vật có hoa trong họ Bồ hòn. Loài này được Jord. mô tả khoa học đầu tiên năm 1851.